# Georges de la Chapelle
Georges de la Chapelle (Farges-Allichamps, 16 de julho de 1868 - 27 de agosto de 1923) foi um tenista francês, medalhista olimpico de bronze em 1900. Ele formou dupla com André Prévost.